# Lana Pudar
Lana Pudar (Mostar, 19 gennaio 2006) è una nuotatrice bosniaca, specializzata nello stile farfalla.

## Biografia
Figlia del calciatore bosniaco Velibor, a quindici anni ha rappresentato la Bosnia ed Erzegovina ai Giochi olimpici estivi di Tokyo 2020, in cui si è classificata diciannovesima nei 100 metri farfalla. È stata la seconda nuotatrice più giovane a competere alle specialità del nuoto. 
Ai mondiali in vasca corta di Abu Dhabi 2021 ha vinto il bronzo nei 200 m farfalla. Agli europei di Roma 2022, tenutisi al Foro Italico, ha vinto la medaglia d'oro nei 200 m farfalla e quella di bronzo nei 100 m farfalla.
Nel 2023 partecipa ai mondiali di Fukuoka, dove si classifica al quarto posto nei 200 metri farfalla, agli europei in vasca corta di Otopeni, dove nella stessa gara conquista la medaglia di bronzo. Sempre nei 200 metri farfalla conquista, nel 2024, anche la sua prima medaglia mondiale, ottenendo il bronzo ai mondiali di Doha.

## Palmarès
| Anno | Manifestazione          | Sede      | Evento         | Risultato | Prestazione | Note                                 |
| ---- | ----------------------- | --------- | -------------- | --------- | ----------- | ------------------------------------ |
| 2021 | Europei giovanili       | Roma      | 50 m farfalla  | Argento   | 26"29       |                                      |
| 2021 | Europei giovanili       | Roma      | 100 m farfalla | Oro       | 57"56       |                                      |
| 2021 | Europei giovanili       | Roma      | 200 m farfalla | Argento   | 2'09"59     |                                      |
| 2021 | Giochi olimpici         | Tokyo     | 100 m farfalla | 19ª B     | 58"32       |                                      |
| 2021 | Europei in vasca corta  | Kazan'    | 50 m farfalla  | 15ª B     | 26"40       |                                      |
| 2021 | Europei in vasca corta  | Kazan'    | 100 m farfalla | 6ª        | 56"78       |                                      |
| 2021 | Europei in vasca corta  | Kazan'    | 200 m farfalla | 5ª        | 2'05"89     |                                      |
| 2021 | Mondiali in vasca corta | Abu Dhabi | 50 m farfalla  | 23ª B     | 26"37       |                                      |
| 2021 | Mondiali in vasca corta | Abu Dhabi | 100 m farfalla | 7ª        | 56"51       |                                      |
| 2021 | Mondiali in vasca corta | Abu Dhabi | 200 m farfalla | Bronzo    | 2'04"88     |                                      |
| 2022 | Mondiali                | Budapest  | 50 m farfalla  | 29ª B     | 27"14       |                                      |
| 2022 | Mondiali                | Budapest  | 100 m farfalla | 8ª        | 58"44       |                                      |
| 2022 | Mondiali                | Budapest  | 200 m farfalla | 6ª        | 2'07"85     |                                      |
| 2022 | Giochi del Mediterraneo | Orano     | 100 m farfalla | Oro       | 57"55       | Record dei Giochi                    |
| 2022 | Giochi del Mediterraneo | Orano     | 200 m farfalla | Oro       | 2'09"18     |                                      |
| 2022 | Europei giovanili       | Otopeni   | 50 m farfalla  | Oro       | 26"49       |                                      |
| 2022 | Europei giovanili       | Otopeni   | 100 m farfalla | Argento   | 57"88       |                                      |
| 2022 | Europei giovanili       | Otopeni   | 200 m farfalla | Oro       | 2'08"92     |                                      |
| 2022 | Europei                 | Roma      | 50 m farfalla  | 10ª       | 26"56       |                                      |
| 2022 | Europei                 | Roma      | 100 m farfalla | Bronzo    | 57"27       |                                      |
| 2022 | Europei                 | Roma      | 200 m farfalla | Oro       | 2'06"81     |                                      |
| 2022 | Mondiali in vasca corta | Melbourne | 100 m sl       | 33ª B     | 54"76       |                                      |
| 2022 | Mondiali in vasca corta | Melbourne | 100 m farfalla | 10ª SF    | 56"71       |                                      |
| 2022 | Mondiali in vasca corta | Melbourne | 200 m farfalla | 5ª        | 2'05"23     |                                      |
| 2023 | Europei giovanili       | Belgrado  | 50 m farfalla  | Oro       | 26"10       |                                      |
| 2023 | Europei giovanili       | Belgrado  | 100 m farfalla | Oro       | 56"95       |                                      |
| 2023 | Europei giovanili       | Belgrado  | 200 m farfalla | Oro       | 2'06"26     |                                      |
| 2023 | Mondiali                | Fukuoka   | 100 m farfalla | 10ª SF    | 57"34       |                                      |
| 2023 | Mondiali                | Fukuoka   | 200 m farfalla | 4ª        | 2'07"05     |                                      |
| 2023 | Mondiali giovanili      | Netanya   | 50 m farfalla  | Argento   | 26"26       |                                      |
| 2023 | Mondiali giovanili      | Netanya   | 100 m farfalla | Oro       | 57"77       |                                      |
| 2023 | Mondiali giovanili      | Netanya   | 200 m farfalla | Oro       | 2'07"20     | Record dei campionati                |
| 2023 | Europei in vasca corta  | Otopeni   | 200 m farfalla | Bronzo    | 2'04"55     | Miglior prestazione europea under 18 |
| 2024 | Mondiali                | Doha      | 200 m farfalla | Bronzo    | 2'07"92     |                                      |
| 2024 | Europei                 | Belgrado  | 200 m farfalla | Argento   | 2'08"15     |                                      |
| 2025 | Europei U23             | Šamorín   | 200 m farfalla | Argento   | 2'10"85     |                                      |